# اندیس (معدن)
نشانه معدنی یا اندیس (به فرانسوی: indice) به معنی محدوده‌ای است که در آن آثار یک یا چند ماده معدنی صرف نظر از اقتصادی بودن آن، مشاهده شده باشد و در صورت اقتصادی بودن، به آن معدن می‌گویند.